# Las Flores, Bella Vista
Las Flores är en ort i Mexiko.   Den ligger i kommunen Bella Vista och delstaten Chiapas, i den sydöstra delen av landet, 900 km sydost om huvudstaden Mexico City. Las Flores ligger 1 596 meter över havet och antalet invånare är 412.
Terrängen runt Las Flores är kuperad åt nordost, men åt sydväst är den bergig. Runt Las Flores är det ganska tätbefolkat, med 80 invånare per kvadratkilometer. Närmaste större samhälle är Frontera Comalapa, 7,0 km nordost om Las Flores. I omgivningarna runt Las Flores växer huvudsakligen savannskog.